# NGC 6845
NGC 6845 é uma galáxia espiral barrada (SBb) localizada na direcção da constelação de Telescopium. Possui uma declinação de -47° 04' 12" e uma ascensão recta de 20 horas, 00 minutos e 58,0 segundos.
A galáxia NGC 6845 foi descoberta em 7 de Julho de 1834 por John Herschel.